# Basilika von den Sieben Schmerzen Mariens (Šaštín)

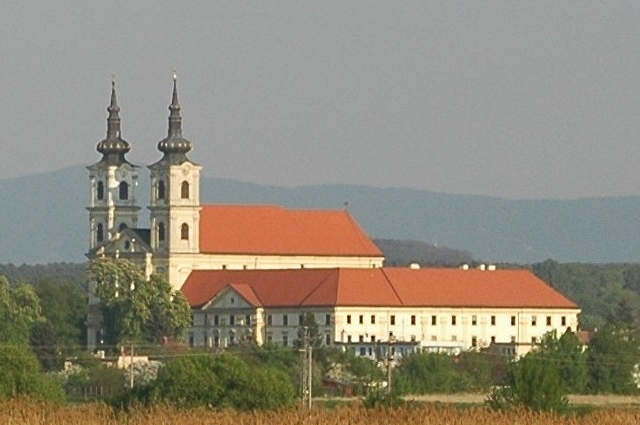
Basilika und Konventsgebäude von Süden

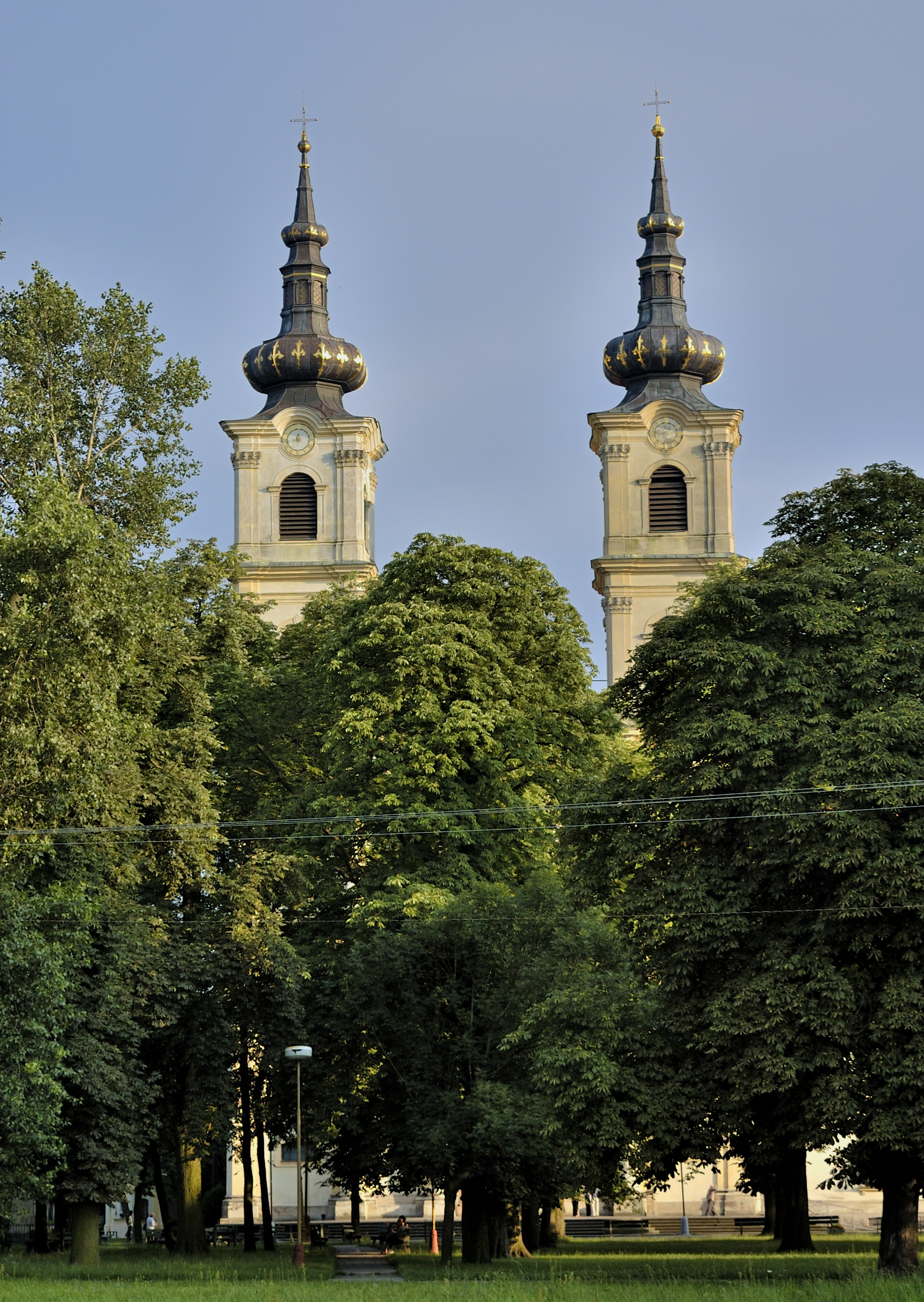
Die Türme der Basilika

Die Basilika von den Sieben Schmerzen Mariens (slowakisch Bazilika Sedembolestnej Panny Márie) ist eine der bedeutendsten Basiliken der Slowakei sowie ein bedeutender Wallfahrtsort des Landes. Seit 1964 ist sie eine Basilica minor. Sie liegt in Šaštín, einem Ortsteil von Šaštín-Stráže.
Obwohl die Wallfahrten durch das ganze Jahr stattfinden, sind jene an Pfingsten und am Tag der Sieben Schmerzen Mariens (15. September) die bedeutendsten. In der Basilika ist auch ein kleines Museum untergebracht.
Neben der Bedeutung als Wallfahrtsort für die slowakische römisch-katholische Kirche ist die Basilika seit 2009 auch der Wallfahrtsort für die griechisch-katholische Eparchie Bratislava.

## Geschichte
Die Vorgeschichte der Basilika geht in das 16. Jahrhundert zurück, als 1564 eine Statue der Schmerzhaften Muttergottes in einer dreieckigen Kapelle aufgestellt wurde. Wegen der Gefahr der ständigen Türkenkriege brachte sie man im Jahr 1654 in ein nahes Schloss, bevor sie 1710 wieder in die Kapelle zurückgebracht wurde. Als Folge zahlreicher angeblicher Wunderheilungen begann man im Jahr 1710 die Statue zu untersuchen, bevor sie 1732 vom Graner Erzbischof Imre Esterházy feierlich als wunderwirkend anerkannt wurde.
Im Jahr 1733 erwarb der Pauliner-Orden die Statue und begann 1736 an der Stelle der Kapelle den Bau einer Kirche und eines Klosters. 1748 wurde die Kirche fertiggestellt und überdacht, 1751 folgte auch die Überdachung des Klosters. Die Fresken an der Kirchendecke und die Seitenaltäre wurden von Jean Joseph Chamant gefertigt. An der Ausstattung beteiligte sich auch Franz Anton Hillebrandt. 1764 wurde der vollständig fertiggestellte Bau durch den Erzbischof Ferenc Barkóczy in Anwesenheit des Kaiserpaars Maria Theresia und Franz von Lothringen feierlich geweiht und die Statue in den spätbarocken, aus rotem Marmor gefertigten Hauptaltar eingefügt. 1765 weihte man auch die ersten Glocken, die in die damals noch bis zur Dachebene reichenden Türme eingehängt wurden. 1771 kam die erste Orgel hinzu.
Als 1784 der Pauliner-Orden aufgelöst wurde, ging die Kirche in Staatsbesitz über und wurde der Verwaltung der örtlichen Pfarrei unterstellt. Zum Anlass des 300. Jahrestags der Statue wurden die Türme auf heutige Höhe gebracht und die gesamte Anlage instand gesetzt. Während des Ersten Weltkriegs wurden die Glocken bis auf eine eingeschmolzen. 1924 ließ sich der Orden der Salesianer Don Boscos hier nieder. Die Bedeutung der Basilika nahm auch dank des päpstlichen Dekrets „Celebre apud Slovaccham gentem“ aus dem Jahr 1927, das die Muttergottes von den Sieben Schmerzen zur Patronin der Slowakei erklärte, weiter zu. Daher erhielt die Kirche neben den schon 1926 gefertigten vier großen Glocken eine weitere, fast fünf Tonnen schwere.
Die Tätigkeit der Salesianer wurde vom kommunistischen Regime der Tschechoslowakei durch gewaltsame Vertreibung beendet, dennoch wurde die Wallfahrtstradition nicht unterbrochen. Am 23. November 1964 wurde die Basilika von Papst Paul VI. zur ersten slowakischen Basilica minor erklärt. Nach 1990 kehrten die Salesianer in das Kloster zurück, später wieder die Pauliner. Nach dem Besuch von Papst Johannes Paul II.  1995 betete Papst Franziskus am 15. September 2021 in der Basilika und feierte auf einem benachbarten Feld den Abschlussgottesdienst seiner Slowakeireise. Er verlieh ihr dabei die Goldene Rose.

## Ausstattung

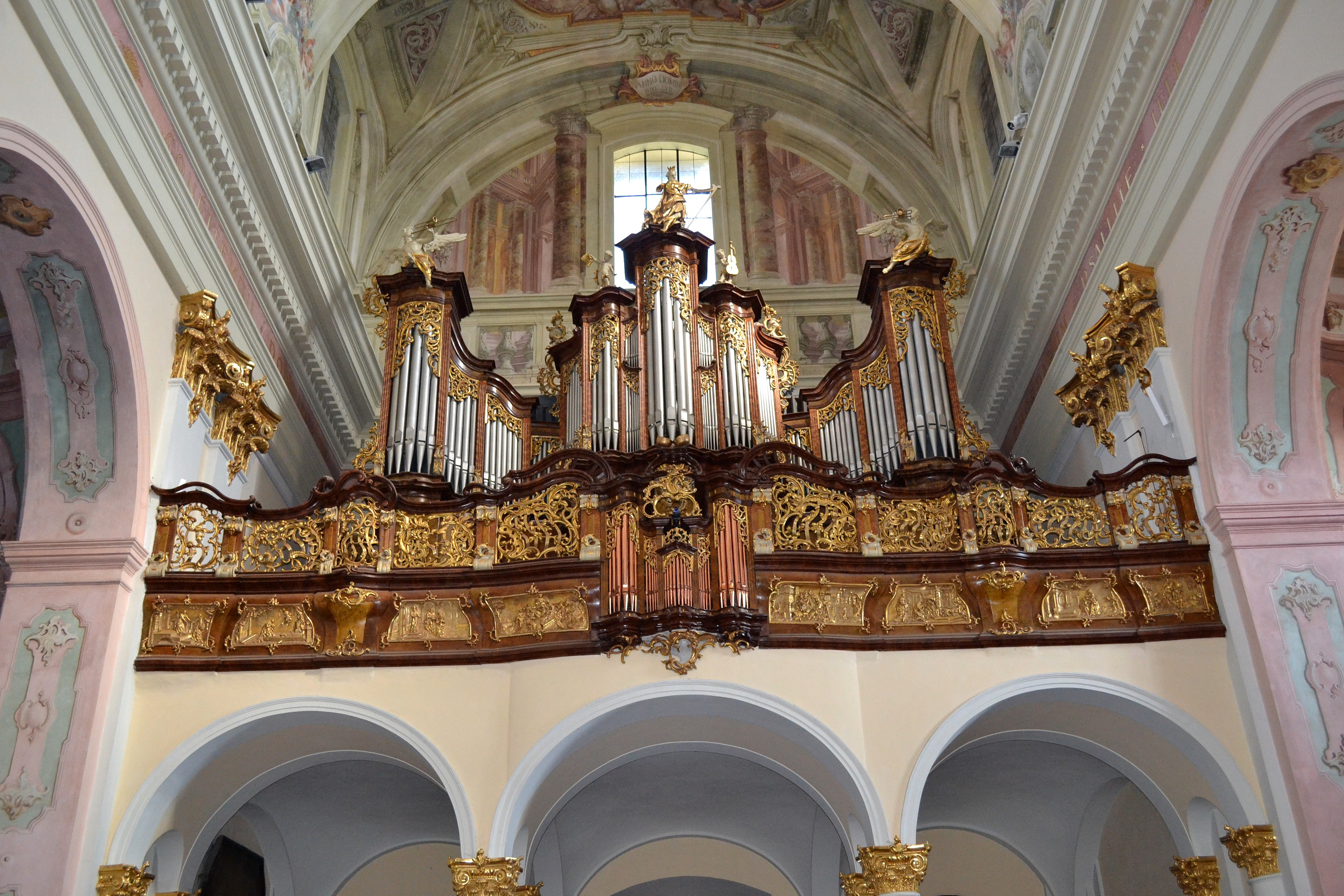
Orgel

In der Kirche befindet sich die größte Orgel der Slowakei. Sie wurde 1950 von der Firma Rieger-Kloss als opus 3113 gebaut und hat 86 (92) Register mit fünf Manualen. Sie ersetzte eine 1771 erbaute Orgel von Jan Výmola mit 23 Registern und zwei Manuale. Das barocke Gehäuse des alten Instruments wurde für die gegenwärtige Orgel wesentlich erweitert.